# نفق سيدي عيش
نفق سيدي عيش هو نفق جبلي يقع في بلدية سيدي عيش ضمن دائرة سيدي عيش في ولاية بجاية.
ويقع هذا النفق في جبال جرجرة التابعة لمنطقة القبائل ضمن الجزائر.

## بداية الأشغال
تم الانطلاق في أشغال حفر نفق سيدي عيش في بلدية سيدي عيش الواقعة على بُعد 45 كـم (28 ميل) إلى الجنوب الغربي من مدينة بجاية وميناء بجاية خلال يوم 13 سبتمبر 2014م.
وجاء إنشاء هذا النفق ضمن مشروع والجة بجاية الذي يربط ما بين الطريق السيار غرب-شرق والعديد من المدن الساحلية الجزائرية، وذلك تحت إشراف وزارة النقل الجزائرية والوكالة الوطنية للطرق السريعة [الفرنسية].
وقد انطلقت أشغال والجة بجاية خلال عام 2005م لتربط ما بين النقطة رقم 24 عند مخرج بلدية أحنيف في ولاية البويرة لتربط الطريق السيار غرب-شرق مع مدينة بجاية بالموازاة مع الطريق الوطني رقم 26 العابر لحوض الصومام، ضمن مشاريع الطرق السيارة في الجزائر.
ويهدف هذا الطريق السريع الوالج لولاية بجاية إلى عبور إقليم الولاية من جنوبها الغربي إلى غاية شمالها الشرقي.
وقد تم تصميم المشروع بواسطة دراسات هندسية قام بها المكتب الكوري الجنوبي «كونجدونج سامان» (بالفرنسية: Kungdong Saman)‏.
واستلم مجمع جزائري-صيني أشغال إنجاز المشروع متمثلا في الشركة الصينية لبناء السكك الحديدية [الفرنسية] من الجانب الصيني وشركة «صابتا» (بالفرنسية: SAPTA)‏ من الجانب الجزائري، وذلك بتاريخ 27 أفريل 2013م بتكلفة إجمالية للمشروع قدرها 1,5 مليار دولار وفق مدة إنجاز قدرها 30 شهرا.
ويسمح مشروع هذه الوالجة بكل منشآتها الهيكلية إلى تحرير الطريق الوطني رقم 12 والطريق الوطني رقم 26 من النقاط السوداء والاختناقات المرورية.

## خصائص النفق
يتمثل نفق سيدي عيش في نفقين طولهما 1,105 م (3,625 قدم) أو 1.105 كـم (0.687 ميل) · .
ويبلغ ارتفاع هذين النفقين المقوسين 8 م (26.25 قدم) وعرض كل واحد منهما 15 م (49.21 قدم) · .
وهذا الطراز من الأنفاق في الاتجاهين وفق تقنية الأنبوبين (بالفرنسية: tunnel bitube)‏ قد سمح بالتقدم الدؤوب في أشغال حفره وإنجازه · .
ويتضمن كل نفق ثلاث مسارات طرق في اتجاه واحد وعرضها مجتمعة هو 15 م (49.21 قدم) · .

## تقدم الأشغال
تم التقدم في أشغال نفق سيدي عيش خلال شهر جانفي 2014م بالموازاة مع تحرير أرضية الشطر الأول من والجة بجاية طوله 33 كـم (21 ميل) قصد مباشرة أشغال شق الطريق المزدوج.
أما بالنسبة للأشطر المتبقية من والجة بجاية، فإن عملية نزع ملكية أراضي المواطنين الخواص مع تعويضهم العادل قد أخذت وقتا وإجراءات معتبرة ومعقدة · .

## استلام أشطر من الوالجة
مع التقدم المتواصل لأشغال نفق سيدي عيش، تم تسليم شطر أول من والجة بجاية طوله 42 كـم (26 ميل) بتاريخ 2 مارس 2017م ما بين بلدية أحنيف وبلدية أقبو.

## مكتبة الصور

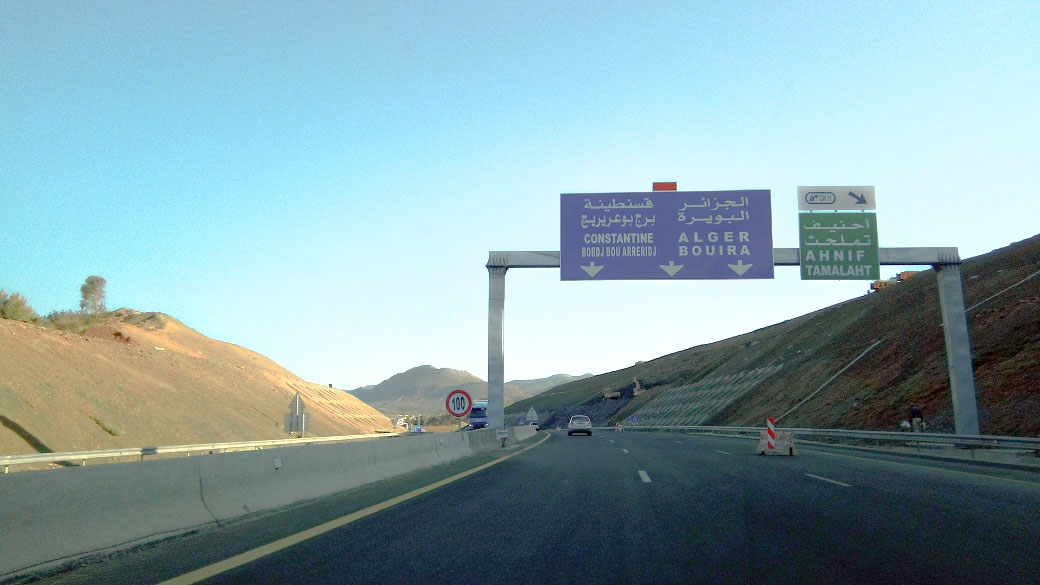
والجة بجاية بطول 100 كلم
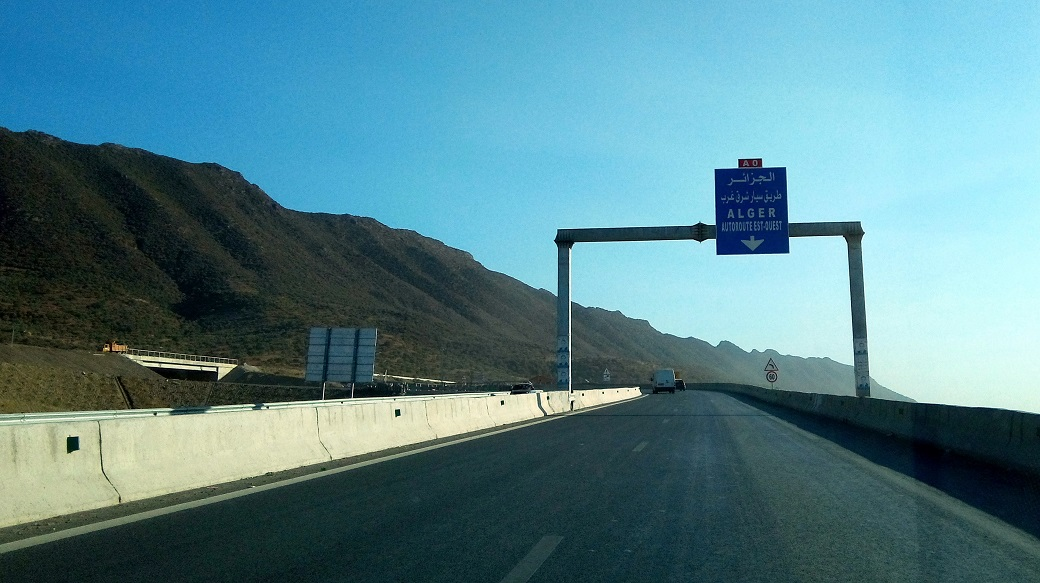
والجة بجاية بطول 100 كلم
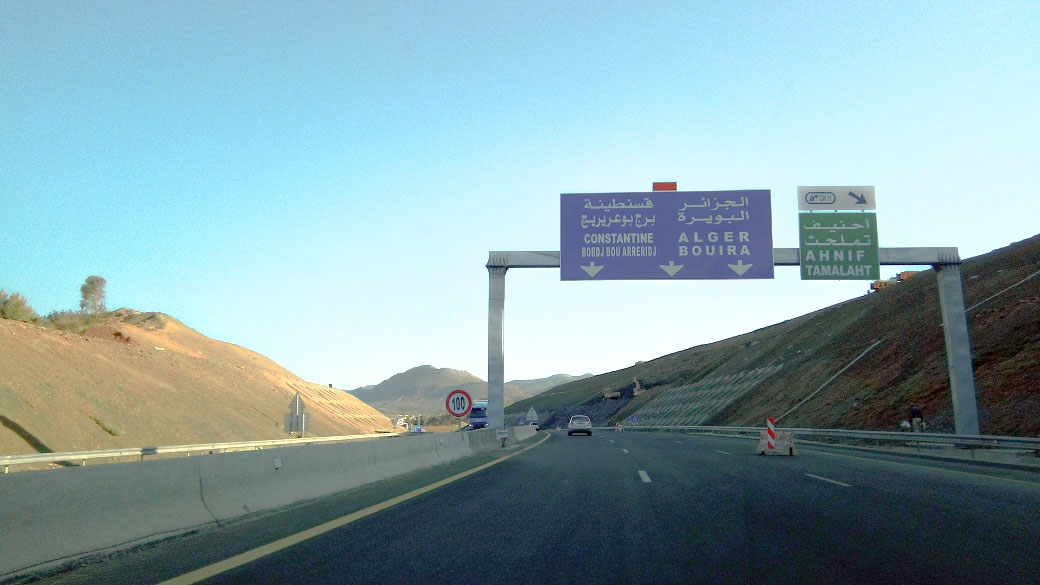
والجة بجاية بطول 100 كلم
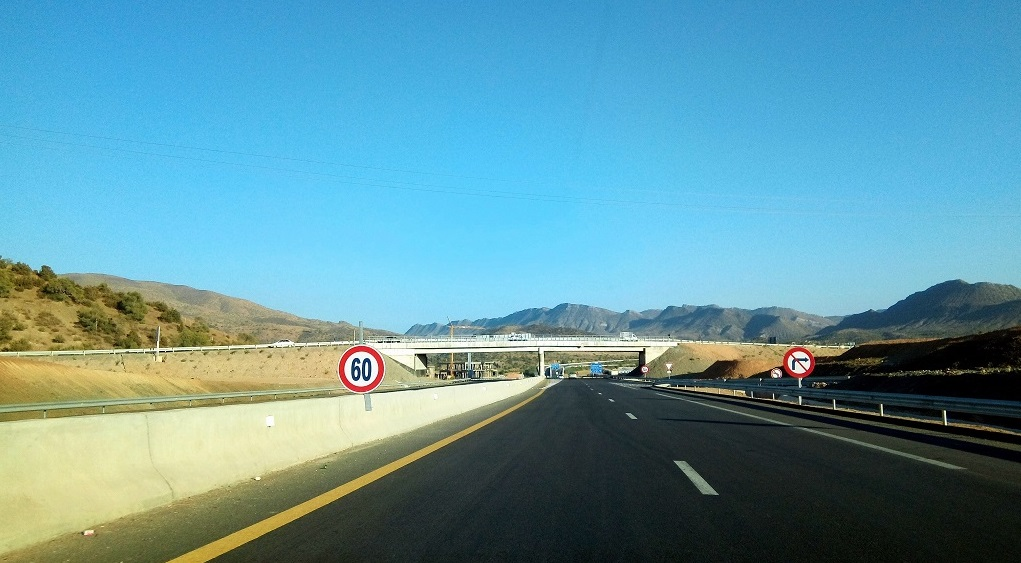
والجة بجاية بطول 100 كلم
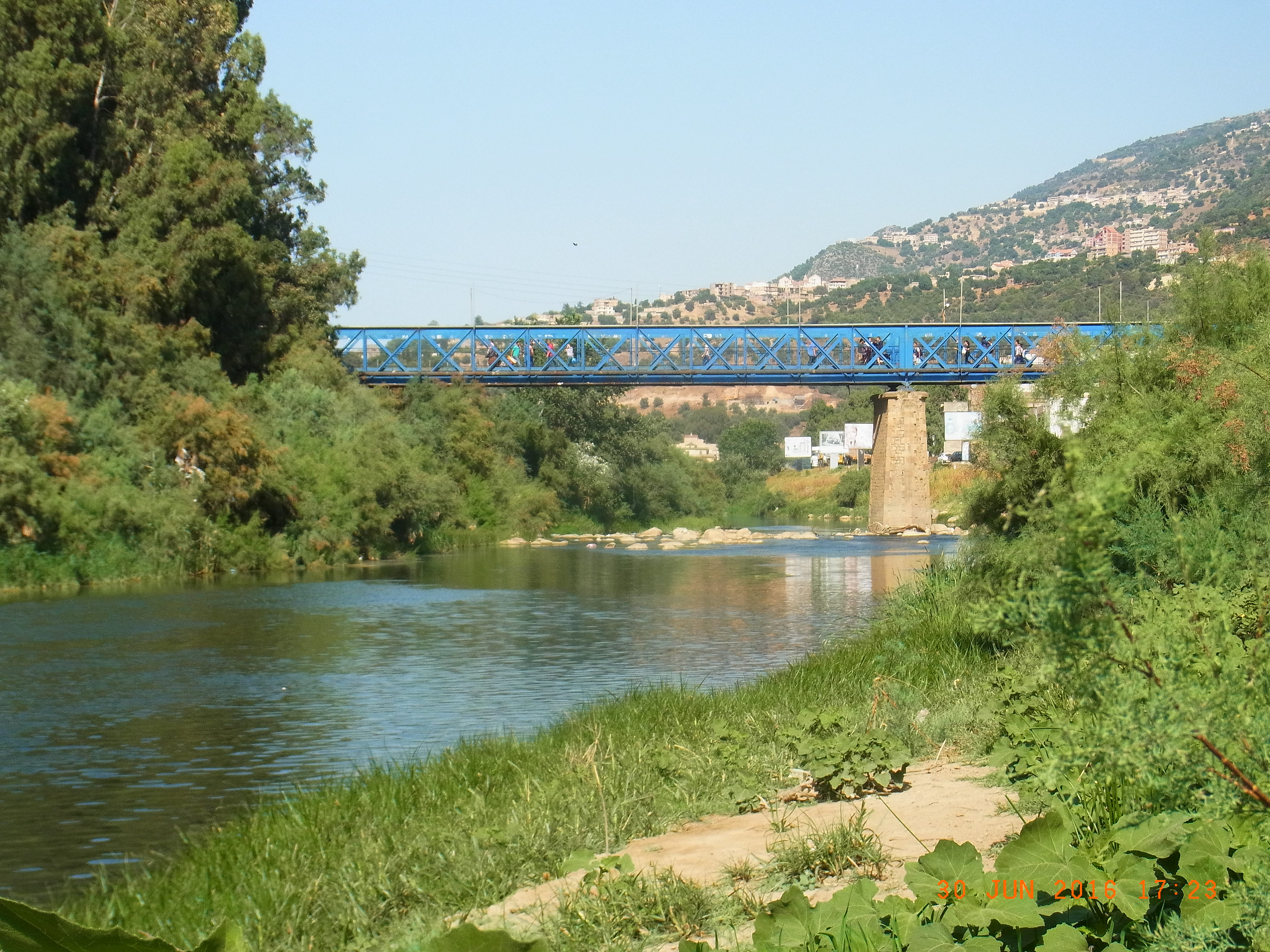
جسر سيدي عيش على وادي الصومام
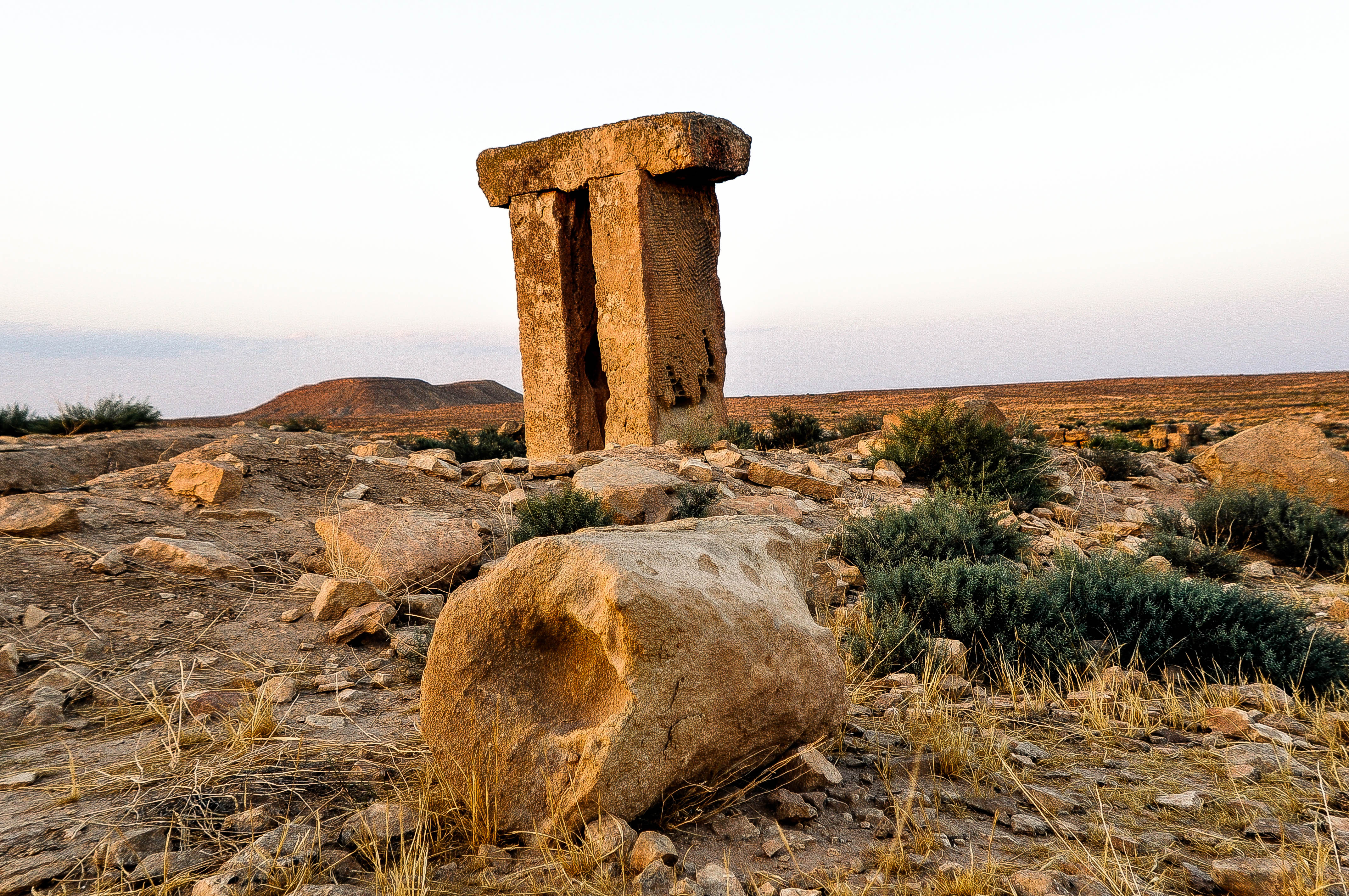
آثار قرب مدينة سيدي عيش
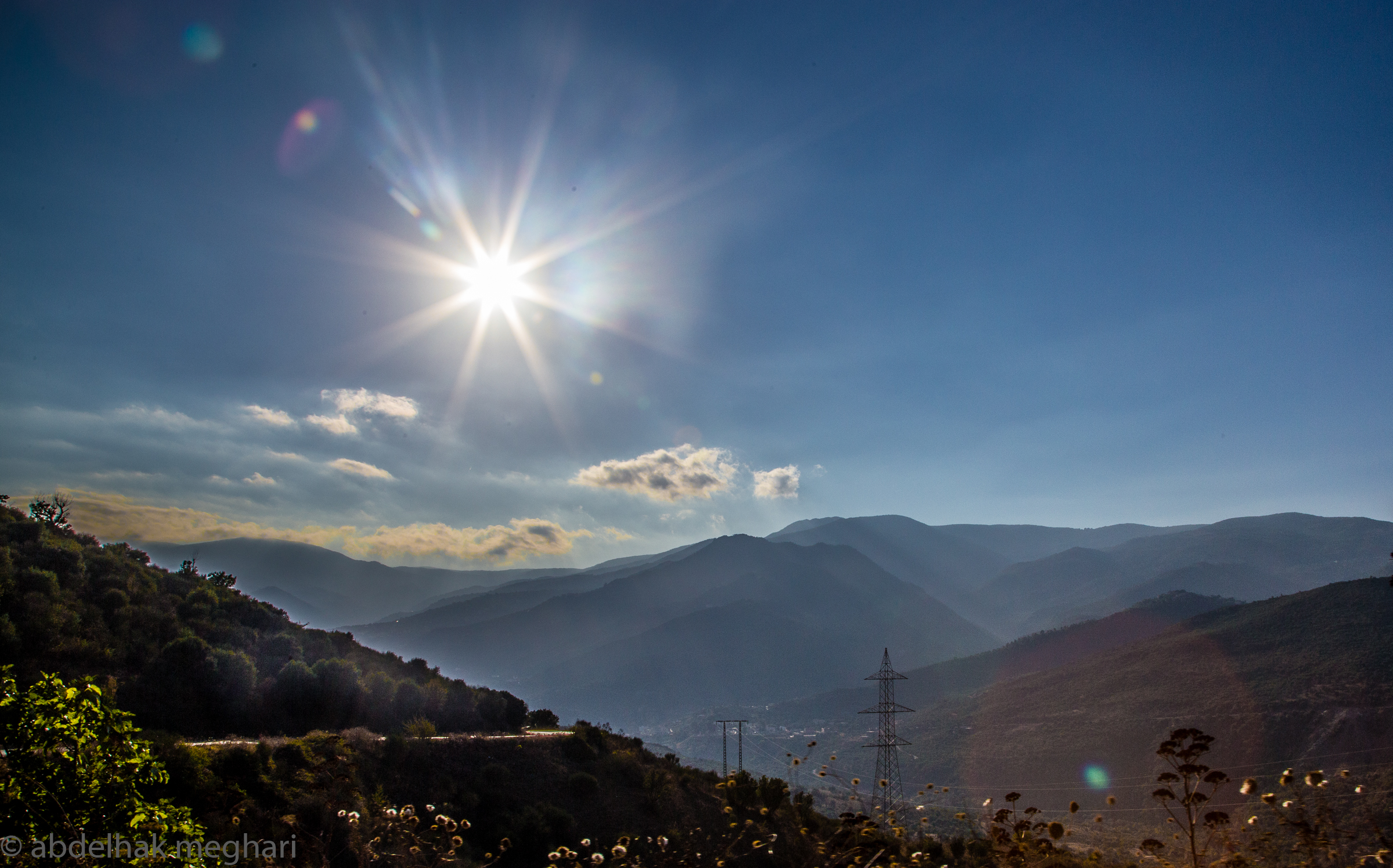
جبل سيدي عيش
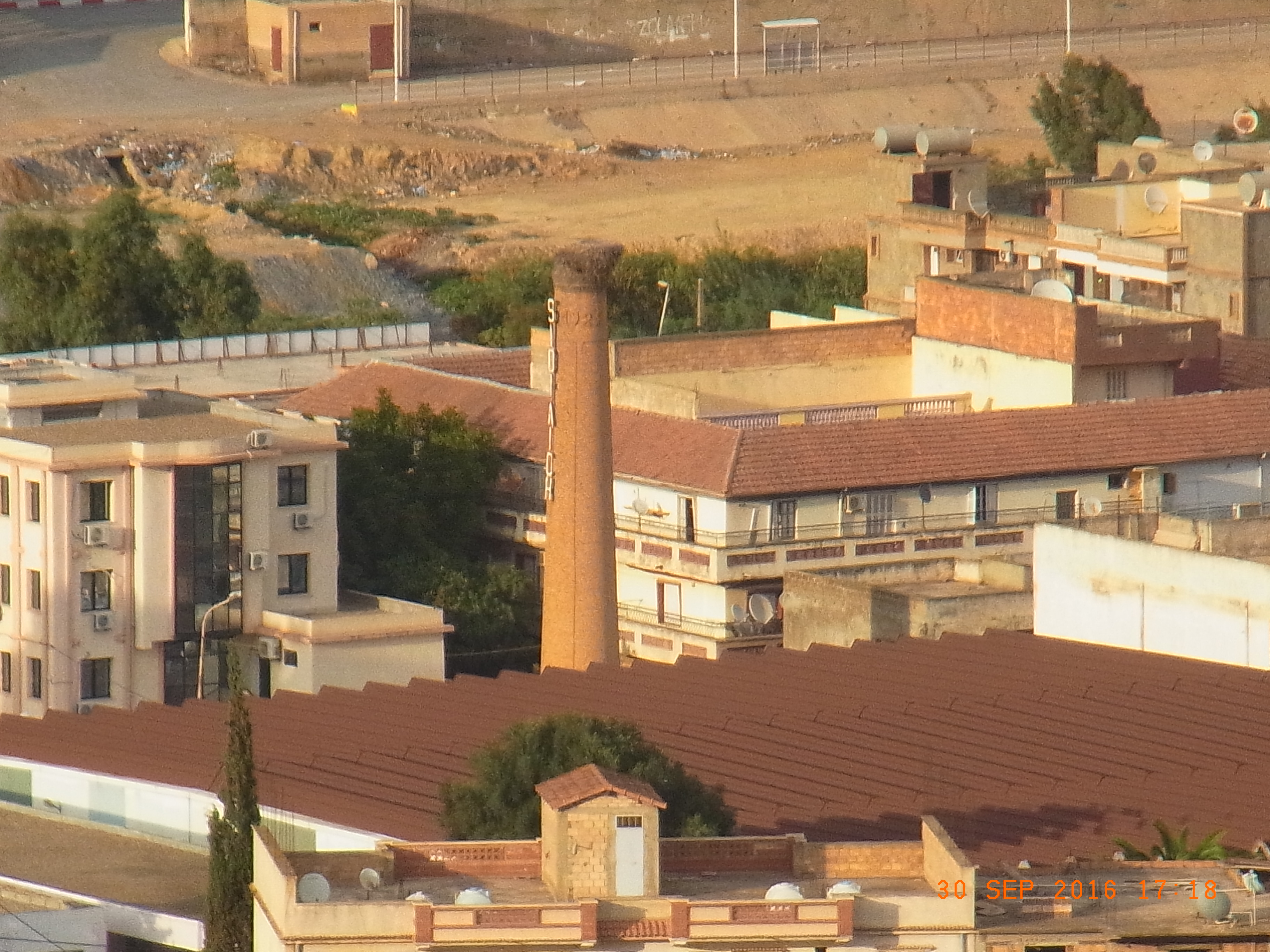
منظر داخل مدينة سيدي عيش
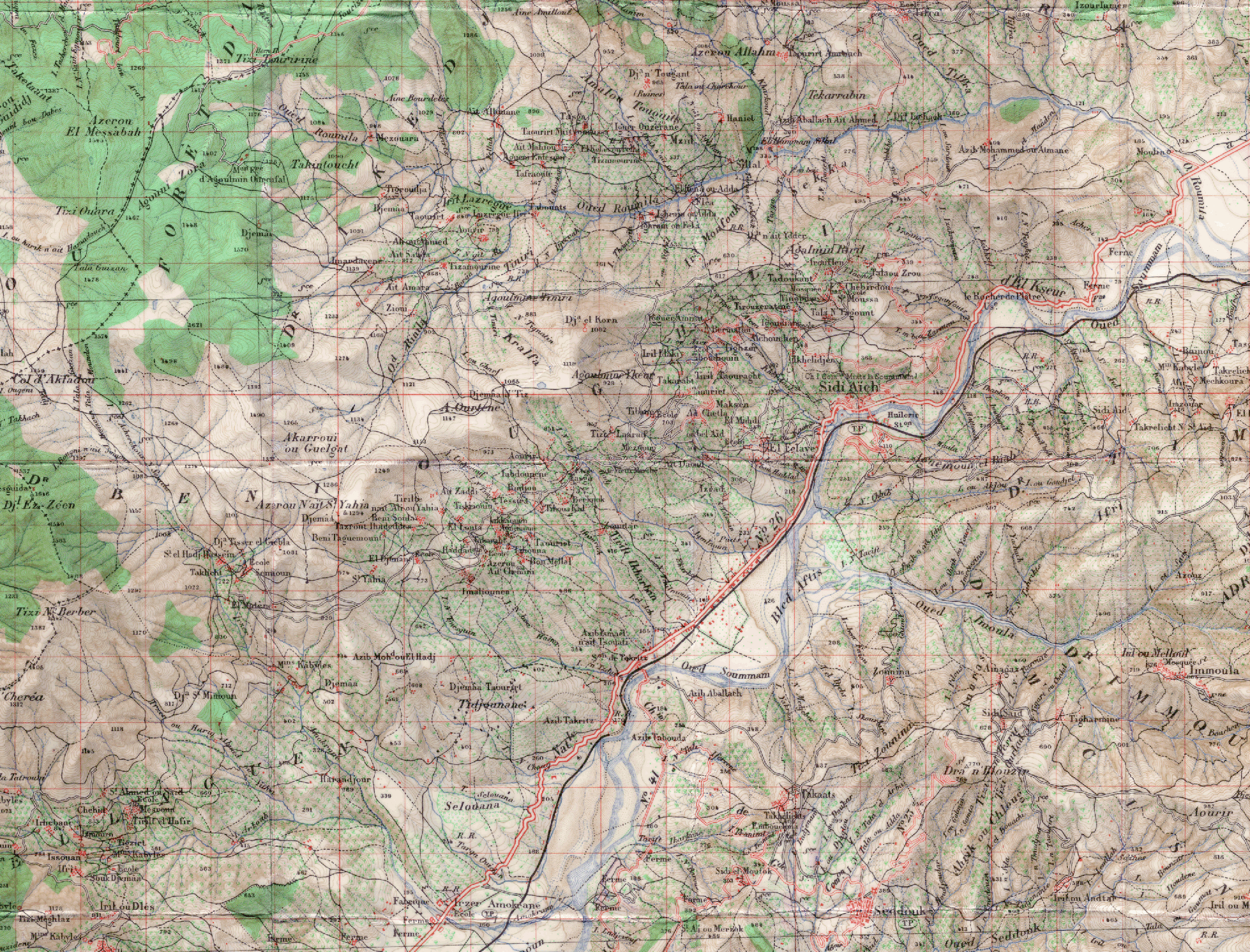
خريطة طبوغرافية قديمة (قبل 1962) لمنطقة سيدي عيش ولاية بجاية